# ديف لويس
ديف لويس (بالإنجليزية: Dave Lewis)‏ (و. 1953  م) هو لاعب هوكي الجليد كندي، ولد في كيندرسلاي، مركز لعبه هو مدافع ‏.
.

## جوائز
حصل على جوائز منها:
- كأس ستانلي.

## روابط خارجية
- ديف لويس على موقع دوري الهوكي الوطني (الإنجليزية)
- ديف لويس على موقع EliteProspects.com (الإنجليزية)
- ديف لويس على موقع HockeyDB.com (الإنجليزية)
- ديف لويس على موقع Hockey-Reference.com (الإنجليزية)